# Exántis
Exántis, en grec moderne : Εξάντης, est un village du dème de Mylopótamos, en Crète, en Grèce. Selon le recensement de 2011, la population d'Exántis compte 117 habitants. Il est situé à une altitude de 100 m et à 31 km de Réthymnon.

## Recensements de la population
| Recensements | 1900 | 1920 | 1928 | 1940 | 1951 | 1961 | 1971 | 1981 | 1991 | 2001 | 2011 |
| ------------ | ---- | ---- | ---- | ---- | ---- | ---- | ---- | ---- | ---- | ---- | ---- |
| Population   | 100  | 133  | 148  | 156  | 145  | 172  | 161  | 120  | -    | 79   | 117  |